# Валлабха

Шри Валлабхачарья

Валла́бха, Шри Валлабхачарья [IAST: Vallabhācārya, वल्लभाचार्य] (1479—1531) — индийский религиозный философ, индуистский вишнуитский (кришнаитский) религиозный деятель, ачарья, основатель индуистского вишнуитского течения Пуштимарга («Путь Процветания [души]»), последователь философии шуддха-адвайта (чистой недвойственности).
Валлабха рассматривается в вайшнавской традиции как ачарья и гуру, принимавший философию Веданты. Часто он ассоциируется с Вишнусвами, основателем Рудра-сампрадаи, и считается его воплощением. В индийской философии он известен как автор шестнадцати сутр (трактатов) и нескольких комментариев к Бхагавата-пуране, где описываются многие лилы Кришны и Его аватар. Он особенно известен как последователь и проповедник религии бхагавата. Валлабха родился в деревне Чампаранья близ Райпура в индийском штате Чхаттисгарх.

## Труды
- «Кришнашарая». Архивировано из оригинала 23 мая 2007 года.
- «Сиддханта Рахасья». Архивировано из оригинала 23 мая 2007 года.
- «Чатухшлоки». Архивировано из оригинала 22 мая 2007 года.
- «Мадхураштакам». Архивировано из оригинала 19 марта 2011 года.